# Луций Пассиен Руф
Лу́ций Пассие́н Руф (лат. Lucius Passienus Rufus; I век) — древнеримский государственный и политический деятель, ординарный консул 4 года до н. э.
Руф был сыном оратора Пассиена. В 4 году до н. э. он был назначен консулом вместе с Гаем Кальвизием Сабином. Затем Руф был проконсулом Африки, где подавил восстание гетулов, за что и получил триумфальное одеяние. Его сыном был Гай Саллюстий Крисп Пассиен, усыновленный сыном историка Гая Саллюстия Криспа.